# Vianney Mabidé
Vianney Mabidé (ur. 31 sierpnia 1988 w Bangi) – środkowoafrykański piłkarz występujący na pozycji pomocnika. Zawodnik klubu Al-Ahly Trypolis, do którego jest wypożyczony z Moghrebu Tétouan.

## Kariera klubowa
Mabidé seniorską karierę rozpoczął w 2006 roku w gabońskim zespole US Bitam. W 2007 roku odszedł do Mangasport Moanda. W 2008 roku zdobył z nim mistrzostwo Gabonu. W 2009 roku wrócił do US Bitam. W 2010 roku zdobył z nim mistrzostwo Gabonu. W tym samym roku odszedł do marokańskiego Difaâ El Jadida z GNF 1. Jego barwy reprezentował przez 1,5 roku.
Na początku 2012 roku Mabidé podpisał kontrakt z zespołem Al-Taawon. W latach 2012–2015 grał w Raja Casablanca. W 2015 przeszedł do klubu Moghreb Tétouan.

## Kariera reprezentacyjna
W reprezentacji Republiki Środkowoafrykańskiej Mabidé zadebiutował w 2010 roku.